# Paila Pavese
Paila Pavese, nata Paola Pavese (Roma, 23 settembre 1942 – Roma, 22 febbraio 2024), è stata una doppiatrice, direttrice del doppiaggio e attrice italiana.

## Biografia
Proveniente da una famiglia di artisti astigiani impegnati nel teatro e nel cinema come attori e doppiatori, nacque a Roma il 23 settembre 1942, figlia dell'attore Nino Pavese e di Jolanda Peghin, nonché nipote di Luigi Pavese. Entrò nel mondo dello spettacolo all'età di dodici anni. Dopo essersi diplomata all'Accademia d'arte drammatica "Silvio D'Amico", debuttò come giovane attrice teatrale nel 1960 lavorando con Gabriele Ferzetti. Recitò poi al fianco di noti attori, fra cui Gigi Proietti, Laura Adani, Vittorio Gassman e Orazio Costa.
Dai primi anni settanta la sua carriera di attrice teatrale si sviluppò all'interno della cooperativa teatrale Gruppo della Rocca, di cui fu tra i fondatori a San Gimignano nel settembre del 1970. Per la televisione diresse il doppiaggio nel film La sfida di Artù e nel telefilm Il giudice e il commissario, mentre per la radio lavorò nello sceneggiato Madame Bonaparte (trasmesso nel 2005 da Radio 2) e nella sitcom Nessuno è perfetto (sempre per Radio 2, nell'anno successivo).
Sempre per la televisione recitò ne La biondina (1982) e nella ripresa televisiva dell'opera teatrale Ulisse e la balena bianca (tratto dal Moby Dick di Herman Melville e da altri autori), messa in scena da Vittorio Gassman per le celebrazioni colombiane del 1992. Curò poi i dialoghi italiani del telefilm Dharma & Greg e diresse nel 2001 il doppiaggio de Il trionfo dell'amore, tratto da una commedia di Marivaux. Oltre a quelle citate, partecipò a diverse produzioni teatrali, in gran parte sotto la direzione di Antonio Calenda.
Fra esse si segnalano, fra l'altro, Il desiderio preso per la coda (di Pablo Picasso, messo in scena nel 1967), Le mammelle di Tiresia (di Guillaume Apollinaire, stesso anno), La Celestina (di Fernando de Rojas, 1968), Nella giungla della città (di Bertolt Brecht, 1969), Uno sguardo dal ponte (di Arthur Miller, 1984), Pacchi di bugie (scritto e diretto da Mino Bellei, 1993), L'impresario di Smirne (di Carlo Goldoni, 1997). Ha poi recitato in Delitto per delitto, regia di Alessandro Benvenuti, La presidentessa, regia di Gigi Proietti, e in Prova a farmi ridere, regia di Maurizio Micheli.
Nel cinema prestò la voce a numerose attrici, fra cui Anjelica Huston che doppiò nei primi due film delle versioni cinematografiche de La famiglia Addams. Fu la voce di numerosi personaggi di cartoni animati e film d'animazione - come Anastasia e il terzo episodio della serie dedicata a Stuart Little - di telefilm, soap opera, film per la televisione, miniserie e popolari telenovele.
Fu la voce di Jessica Rabbit in Chi ha incastrato Roger Rabbit e di Fatima Blush nel film Mai dire mai. Nel 2000 vinse il Voci nell'ombra (Il festival internazionale del doppiaggio) per il doppiaggio dell'attrice francese Nathalie Baye nel film del 1999 di Frédéric Fonteyne Una relazione privata.
Morì a Roma il 22 febbraio 2024, all'età di 81 anni. La salma è stata cremata e le ceneri sono state tumulate accanto ai genitori presso il cimitero del Verano.

## Doppiaggio

### Film
- Allison Janney in Big Night
- Amanda Donohoe in Bugiardo bugiardo
- Amanda Plummer in Butterfly Kiss - Il bacio della farfalla
- Anjelica Huston in Rischiose abitudini, La famiglia Addams, La famiglia Addams 2
- Ann Dowd in The Wedding Party
- Anne Bancroft in Verso il sole, Se mi amate..., Paradiso perduto
- Annette Bening in Riccardo III
- Barbara Carrera in Mai dire mai
- Beth Grant in Henry Poole - Lassù qualcuno ti ama
- Bette Midler in Affari d'oro
- Betty Buckley in Tender Mercies - Un tenero ringraziamento
- Blair Brown in Chiamami aquila
- Blythe Danner in Piovuta dal cielo
- Brigitte Nielsen in Rocky IV
- Carmen Maura in La legge del desiderio
- Carol Burnett in Rumori fuori scena
- Carole Bouquet in Donne con le gonne
- Catherine O'Hara in A Mighty Wind - Amici per la musica
- Catherine Spaak in Febbre da cavallo
- CCH Pounder in Sliver
- Charlotte Rampling in Sotto la sabbia
- Claire Maurier in Il vizietto, Il favoloso mondo di Amélie
- Claudia Cardinale in And Now... Ladies & Gentlemen
- Dagmar Lassander in Delitto in Formula Uno
- Darcy Shean in Cane e gatto
- Diana Scarwid in Brenda Starr - L'avventura in prima pagina
- Donna Summer in Grazie a Dio è venerdì
- Doris Belack in Tootsie
- Doris Roberts in Alieni in soffitta
- Edie McClurg in Assassini nati - Natural Born Killers
- Edwige Fenech in Amori miei
- Eileen Atkins ne Il servo di scena
- Elizabeth Ashley in Stress da vampiro
- Elizabeth Perkins in 28 giorni
- Ellen Barkin in Accadde in paradiso, Seduzione pericolosa, Tir-na-nog (È vietato portare cavalli in città), Il tempo dei cani pazzi, Uomini & donne
- Ellen McEllenduff in Brivido
- Elvire Audray in Assassinio al cimitero etrusco
- Ely Galleani in La via della prostituzione
- Emma Thompson ne Gli amici di Peter
- Faye Dunaway in L'ultimo appello, Blind Horizon - Attacco al potere
- Fiona Shaw in The Avengers - Agenti speciali
- Fionnula Flanagan in Yes Man
- Florinda Bolkan in La caduta degli dei
- Frances McDormand in Arizona Junior, Mississippi Burning - Le radici dell'odio, Quasi famosi
- Geraldine Chaplin in L'età dell'innocenza, Wolfman, E se vivessimo tutti insieme?
- Goldie Hawn in Swing Shift - Tempo di swing, Protocol
- Hélène Chanel in Nel sole
- Hélène Vincent in Tre colori - Film blu
- Holland Taylor in The Truman Show
- Illeana Douglas in Ghost World, Factory Girl
- Irm Hermann in Maga Martina e il libro magico del draghetto
- Jane Alexander in Brubaker, Franklin D. Roosevelt - Un uomo, un presidente, Fur - Un ritratto immaginario di Diane Arbus
- Jane Fonda in Una squillo per l'ispettore Klute, Crepa padrone, tutto va bene, Terrore in sala
- Jeanne Moreau in Un amore di strega
- Jessica Lange in La memoria del cuore
- Joanna Merlin in Saranno famosi
- Joanne Woodward in Lo zoo di vetro
- Judi Dench in Enrico V, Orgoglio e pregiudizio
- Judy Davis in Passaggio in India
- Julie Walters in Rita, Rita, Rita, In viaggio con Evie
- Karen Allen in I predatori dell'arca perduta
- Katey Sagal in Mia figlia è innocente
- Kathleen Turner in Turista per caso
- Kathy Bates in Vigilato speciale, Ombre e nebbia, Personal Effects
- Kim Basinger in Batman
- Lara Lindsay in La fuga di Logan
- Leslie Caron in La montagna del coraggio
- Lily Tomlin in Guerra al virus
- Liza Minnelli in Sex and the City 2
- Louise Fletcher in Fenomeni paranormali incontrollabili
- Margaret Whitton in Major League - La squadra più scassata della lega
- Marisa Paredes in Tacchi a spillo, Il fiore del mio segreto, La vita è bella, Reinas - Il matrimonio che mancava
- Mary Black in L'uomo d'acciaio
- Mary Steenburgen in Scherzi di cuore
- Michelle Pfeiffer in Una vedova allegra... ma non troppo
- Miranda Richardson in Mio caro dottor Gräsler
- Nathalie Baye in Una relazione privata
- Nieves Navarro in Emanuelle e gli ultimi cannibali
- Octavia Spencer in Babbo bastardo
- Pamela Reed in Cadillac Man - Mister occasionissima
- Paprika Steen in Festen - Festa in famiglia
- Randee Heller in Per vincere domani - The Karate Kid
- Roberta Maxwell in Psycho III
- Roma Maffia in Colpevole d'innocenza
- Rosana Pastor in Le età di Lulù
- Rutanya Alda in Quando chiama uno sconosciuto
- Sally Field in Norma Rae
- Sally Kirkland in La donna più odiata d'America
- Samantha Eggar in Un fantasma a Monte Carlo
- Sandy Martin in Tre manifesti a Ebbing, Missouri
- Sara Kestelman in Lady Jane
- Sarah Bullen in Una corsa sul prato
- Sigourney Weaver in Gorilla nella nebbia, Dave - Presidente per un giorno, Copycat - Omicidi in serie, La mappa del mondo
- Sônia Braga in La recluta, Bordertown
- Stella Stevens in La ballata di Cable Hogue
- Susannah York in Visitors
- Vanessa Redgrave in Prick Up - L'importanza di essere Joe, Cioccolato bollente, La ballata del caffè triste, The Butler - Un maggiordomo alla Casa Bianca
- Zoë Wanamaker in Lo straniero che venne dal mare

### Televisione
- Betty White in Prima o poi divorzio!, 30 Rock
- Lily Tomlin in West Wing - Tutti gli uomini del Presidente, Desperate Housewives
- Dalila Di Lazzaro in Tre passi nel delitto: Delitti imperfetti, La signora della città
- Phyllis Somerville in The Big C, Daredevil
- Kathy Baker in Una mamma per amica, Those Who Kill
- Sônia Braga in Samba d'amore (2° voce)
- Lauren Lane in La tata
- Audra Lindley in Tre cuori in affitto
- Susanne Lothar in Il giovane Mussolini
- Jo Marie Payton in Otto sotto un tetto
- Debbie Reynolds in Perry Mason: Partitura mortale
- Kathleen Turner in Nip/Tuck
- Barbara Eden e Sheryl Lee Ralph in Sabrina, vita da strega
- Cherie Lunghi in Fantasma per amore
- Liz Carr in The OA
- Carol Kane in L'arca di Noè
- Jean Marsh in La signora in giallo
- Cloris Leachman in Aiutami Hope!
- Diana Rigg in Passione sotto la cenere
- Sally Kirkland in Criminal Minds
- Lynn Redgrave in Che fine ha fatto Baby Jane?
- Diana Scarwid in X-Files
- Piper Laurie in Bugie d'amore
- Judith Light ne Il carcere dell'ingiustizia
- Sara Kestelman in Relic Hunter
- Adrienne Barbeau in Grey's Anatomy
- Sally Kellerman in 90210

### Film d'animazione
- Jessica Rabbit in Chi ha incastrato Roger Rabbit
- Winnie in Planes 2 - Missione antincendio
- Lady Montecchi in Gnomeo e Giulietta, Sherlock Gnomes
- Bestia in Stuart Little 3 - Un topolino nella foresta
- Suga Mama in La famiglia Proud - Il film
- Marina in Zig & Sharko: Il film - Alla ricerca della valle incantata
- Tossekoff in Anastasia
- Shirley in Angry Birds - Il film
- Molly Grue in L'ultimo unicorno
- Sig.ra Frankenstein in Hui Buh
- Delilah in Quattro zampe a San Francisco

### Cartoni animati
- Miss Paperett (2ª voce) in DuckTales - Avventure di paperi
- Suga Mama in La famiglia Proud, La famiglia Proud: più forte e orgogliosa
- Marilù Bagge in Leone il cane fifone
- Luna in Bear nella grande casa blu
- Bisnonna in Zou
- Evu in Magi-Nation
- Annie in Teddy & Annie: i giocattoli dimenticati
- Jenny in Lupin, l'incorreggibile Lupin
- Madame in Reporter Blues
- Evette in Nello e Patrasche
- Haruko in City Hunter
- Mamma in Dr. Slump e Arale - Avventura nello spazio
- Jacqueline Bouvier ne I Simpson (st. 27x3)
- Fluorite in Steven Universe
- Petunia (ep. 2x06, 7x25) e Hattie McDougal (st. 6-7) in Futurama[3]

## Filmografia
- Tra vestiti che ballano, regia di Giacomo Colli, trasmessa il 5 novembre 1965.
- Il triangolo rosso – serie TV, episodio 2x05 (1969)
- Concerto, regia di Alvaro Piccardi, trasmessa il 30 gennaio 1981.
- Otello, regia di Alvaro Piccardi, trasmessa il 28 novembre 1982.
- Caro Petrolini, regia di Ugo Gregoretti, trasmessa il 22 ottobre 1983.
- Ulisse e la balena bianca, regia di Vittorio Gassman, trasmessa il 28 maggio 1993.
- Camper, regia di Vittorio Gassman, trasmessa il 2 dicembre 1995.

## Teatro
- Il desiderio preso per la coda di Pablo Picasso, regia di Antonio Calenda (1967)
- Le mammelle di Tiresia di Guillaume Apollinaire, regia di Antonio Calenda (1967)
- La Celestina di Fernando De Rojas, regia di Antonio Calenda (1968)
- Nella giungla delle città di Bertolt Brecht, regia di Antonio Calenda. Teatro Valle di Roma (1968)
- Otello di William Shakespeare, regia di Alvaro Piccardi. Prima al Teatro Dante Alighieri di Ravenna l'8 gennaio 1982.
- Uno sguardo dal ponte di Arthur Miller, regia di Antonio Calenda (1984)
- Ulisse e la balena bianca, scritto e diretto da Vittorio Gassman, tratto da Moby Dick di Herman Melville e altri autori (1991-1992)
- Pacchi di bugie, scritto e diretto da Mino Bellei (1993-1994)
- L'impresario di Smirne di Carlo Goldoni, regia di Adriana Martino (1997-1998)
- Delitto per delitto, regia di Alessandro Benvenuti
- La presidentessa, regia di Gigi Proietti
- Falstaff e le allegre comari di Windsor, regia di Riccardo Cavallo (2012)
- Prova a farmi ridere, regia di Maurizio Micheli
- I Love Alice Love I di Amy Conroy, regia di Elena Sbardella, con Ludovica Modugno (2018-2019)
- Riccardo III di William Shakespeare, regia di Marco Carniti. Globe Theatre di Roma
- Mi tocca farlo pure a me, scritto, diretto e interpretato da Paila Pavese
- The Full Monty, regia di Massimo Romeo Piparo (2019)
- Fedra, adattamento e regia di Patrick Rossi Gastaldi (2021)